# Jan Guillou
Jan Oskar Sverre Lucien Henri Guillou (Södertälje, Suècia, 17 de gener de 1944) és un periodista i escriptor franco-suec. La fama de Guillou a Suècia es va establir durant l'etapa com a periodista d'investigació, sobretot el 1973 quan ell i el també periodista Peter Bratt van posar al descobert les operacions de vigilància il·legals que feia l'agència secreta d'intel·ligència InformationsByrån (abreujat IB) dins de les Forces armades sueques. Actualment encara exerceix de periodista d'opinió en el diari Aftonbladet.
Com a novel·lista ha publicat una sèrie de novel·les de ficció que tenen com a protagonista l'espia Carl Hamilton, i una trilogia de novel·les de ficció històrica sobre el cavaller del Temple, Arn Magnusson. Guillou és copropietari de la tercera editorial més gran de Suècia, Piratförlaget, juntament amb la seva dona, l'editora Ann-Marie Skarp, i l'escriptora Liza Marklund.

## Biografia
El seu pare Charles Guillou, d'origen bretó, va arribar a Suècia el 1941 com a fill d'un membre de la Resistència francesa i cap de les oficines de la França Lliure a Estocolm, i més tard es va convertir en periodista del diari francès L'Équipe. La seva mare, Marianne Botolfsen, és d'origen noruec. Guillou va adquirir la ciutadania francesa en néixer i es va convertir en suec el 1975. Guillou va créixer amb la seva mare i el seu nou marit a Saltsjöbaden i Näsbypark als afores d'Estocolm.

## L'afer Informationsbyrån
L'any 1973 la revista d'esquerres Folket i Bild - Kulturfront va publicar una sèrie d'articles escrits per Guillou i Peter Bratt, en que revelaven l'existència d'una agència secreta d'intel·ligència sueca anomenada Informationsbyrån ("L'Oficina d'Informació"). Els articles, basats en la informació proporcionada inicialment per l'antic empleat de l'agència Håkan Isacson, descriuen la IB com una organització secreta que recopilava informació sobre els comunistes suecs i altres persones que eren considerades "un risc per a la seguretat". Aquesta organització operava fora del marc de la defensa i la intel·ligència ordinària, i era invisible pel que fa a les dotacions pressupostàries de l'estat suec. Els articles de Folket i Bild - Kulturfront acusaven el personal de la IB d'estar implicats en un presumpte assassinat, robatoris, escoltes telefòniques contra ambaixades estrangeres a Suècia i espiar a l'estranger. Tot això va provocar un escàndol polític intern important conegut com "l'afer IB".
Guillou, Peter Bratt i Håkan Isacson van ser tots ells arrestats, jutjats a porta tancada i condemnats per espionatge.

## Política
Durant la dècada de 1960 i principis dels 1970, Guillou es va relacionar amb l'associació maoista Clarté. També va ser membre de la Lliga Comunista Marxista-Leninista, un partit maoista menor actiu principalment durant la dècada de 1970. Avui dia, ja no es considera comunista o maoista, sinó que es descriu com a socialista amb una posició en l'espectre polític "a l'esquerra del Partit de l'Esquerra".

## Televisió
Va escriure i prestar la seva veu a la sèrie documental històrica "L'era de les bruixes", per al canal suec TV4, i va participar, durant la dècada de 1980, al programa de periodisme d'investigació Rekordmagazinetd'Sveriges Television.

## Obra publicada

### Sèrie Carl Hamilton
La idea d'escriure una novel·la d'espies li va sorgir per primer cop a la presó l'any 1974, però l'escriptura es va suspendre fins a mitjans dels anys 80 quan es va trobar amb la policia de seguretat noruega a Oslo. La novel·la es va convertir en un èxit de vendes i van seguir-ne nou més fins al 1995.
- 1986 – Coq Rouge – berättelsen om en svensk spion
- 1987 – Den demokratiske terroristen
- 1988 – I nationens intresse
- 1989 – Fiendens fiende
- 1990 – Den hedervärde mördaren
- 1991 – Vendetta
- 1992 – Ingen mans land
- 1993 – Den enda segern
- 1994 – I hennes majestäts tjänst
- 1995 – En medborgare höjd över varje misstanke

### Sèrie Arn Magnusson (Trilogia de les Croades)
Després d'acabar la sèrie anterior va començar a escriure una trilogia medieval sobre les croades amb la intenció de representar les creixents tensions actuals entre occident i l'islam. El personatge principal de la trilogia és Arn Magnusson, un noble suec del segle XII que es veu obligat a convertir-se en cavaller del Temple a Palestina durant les croades. A més de representar-hi les croades, les novel·les també mostren la formació primerenca de Suècia.
- 1998 – Vägen till Jerusalem - [El camí de Jerusalem, La Campana. 2002. ISBN 978-84-95616-19-7][11]
- 1999 – Tempelriddaren - [El cavaller del Temple, La Campana. 2004. ISBN 978-84-95616-31-9][12]
- 2000 – Riket vid vägens slut - [El retorn a casa, La Campana. 2003. EAN 9788495616340][13]

### Sèrie El gran segle
L'any 2011 va publicar la primera part d'una nova sèrie destinada a representar el segle xx, des del 1901 al 2001. La sèrie segueix la família Lauritzen, quan a finals del segle XIX tres germans d'un poble pobre de pescadors de Noruega són enviats a Dresden, Alemanya, per convertir-se en enginyers. La sèrie continua amb els descendents al llarg del segle xx. Cada novel·la està pensada per cobrir una dècada.
- 2011. Brobyggarna
- 2012. Dandy (2012)
- 2013. Mellan rött och svart
- 2014. Att inte vilja se
- 2015. Blå stjärnan
- 2016. Äkta amerikanska jeans
- 2017. 1968
- 2018. De som dödar drömmar sover aldrig
- 2019. Den andra dödssynden
- 2020. Slutet på historien

## Premis i nominacions
- 1984. Premi Stora Journalistpriset pels escrits del cas Keith Cederholm.
- 1984. Personatge de l'any. Concedit pel diari Aftonbladet.
- 1988. Premi Bästa svenska kriminalroman per la novel·la I nationens intresse. Concedit per Acadèmia Sueca d'Escriptors de Crims.[16]
- 1990. Premi Prix France Culture per la novel·la Ondskan (premiada com a millor novel·la traduïda al francès). Concedit per la ràdio pública France Culture.
- 1998. Autor de l'any concedit pel sindicat Vision.
- 2000. Llibre de l'any per la novel·la Riket vid vägens slut. Concedit per Månadens Bok.
- 2014. Gran premi Jan Myrdal (Premis Lenin)[17]
- 2016. Beca Axel Liffner concedida pel diari Aftonbladet.[18]